# Renato Moicano
Renato Alves Carneiro (Brasilia, 21 de mayo de 1989), conocido Renato Moicano, es un artista marcial mixto brasileño que actualmente compite en la categoría de peso ligero de Ultimate Fighting Championship (UFC). Desde el 22 de julio de 2025, está en la posición #11 del ranking de peso ligero de UFC.

## Carrera de artes marciales mixtas

### Ultimate Fighting Championship

#### 2014
El 12 de diciembre de 2014, se anunció que Moicano firmó con UFC, y estaba programado para reemplazar a Rony Jason contra Tom Niinimäki con 10 días de anticipación en UFC Fight Night 58. Ganó la pelea por sumisión en el segundo asalto.

#### 2016
Moicano enfrentó a Zubaira Tukhugov el 14 de marzo de 2016, en UFC 198. Ganó la pelea por decisión dividida.

#### 2017
Moicano enfrentó a Jeremy Stephens el 15 de abril de 2017, en UFC on Fox 24. Ganó la pelea por decisión dividida.
Moicano enfrentó a Brian Ortega el 29 de julio de 2017 en UFC 214. Perdió la pelea por sumisión en el tercer asalto. Esta victoria lo hizo merecedor de su primer premio de Pelea de la Noche. Después de la pelea con Ortega, Moicano se mudó de Brasil a Estados Unidos para entrenar en el American Top Team.

#### 2018
Moicano enfrentó a Calvin Kattar el 7 de abril de 2018, en UFC 223. Ganó la pelea por decisión unánime.
Moicano enfrentó a Cub Swanson el 4 de agosto de 2018, en UFC 227. Ganó la pelea por sumisión en el primer asalto. Esta victoria lo hizo merecedor de su primer premio de Actuación de la Noche.
Moicano estaba programado para enfrentar a Mirsad Bektic el 8 de diciembre de 2018, en UFC 231. Sin embargo, se informó el 15 de noviembre de 2018 que Bektic se vio obligado a retirarse de la pelea debido a una lesión no revelada y la pelea fue cancelada.

#### 2019
Moicano enfrentó a José Aldo el 2 de febrero de 2019, en el evento coestelar de UFC Fight Night 144. Perdió la pelea por TKO en el segundo asalto.
Moicano enfrentó a Chan Sung Jung el 22 de junio de 2019, en UFC Fight Night 154. Perdió la pelea por TKO en el primer asalto.

#### 2020
Moicano enfrentó a Damir Hadžović en una pelea de peso ligero el 14 de marzo de 2020, en UFC Fight Night 170. Ganó la pelea por sumisión en el primer asalto.
Moicano estaba programado para enfrentar a Magomed Mustafaev el 18 de octubre de 2020, en UFC Fight Night 180. Sin embargo, Moicano se retiró de la pelea a mediados de septiembre por razones no reveladas. Dos semanas después, se reportó que Moicano estaba programado para enfrentar a Rafael Fiziev el 28 de noviembre de 2020, en UFC on ESPN 18. Sin embargo, Moicano se retiró de la pelea por el 28 de noviembre de por haber dado positivo por COVID-19 y la pelea fue reprogramada para UFC 256. Perdió la pelea por TKO en el primer asalto.

#### 2021
Moicano enfrentó a Jai Herbert el 26 de junio de 2021, en UFC Fight Night 190. Ganó la pelea por sumisión en el segundo asalto.

#### 2022
Moicano enfrentó a Alexander Hernández el 12 de febrero de 2022, en UFC 271. Ganó la pelea por sumisión en el segundo asalto.
Moicano reemplazó a Rafael Fiziev y enfrentó a Rafael dos Anjos el 5 de marzo de 2022, en UFC 272. La pelea fue llevada a cabo en un peso pactado de 160 libras. Perdió la pelea por decisión unánime.
Moicano enfrentó a Brad Riddell el 12 de noviembre de 2022, en UFC 281. Ganó la pelea por sumisión en el primer asalto.

#### 2023
Moicano estaba programado para enfrentar a Arman Tsarukyan el 29 de abril de 2023, en UFC Fight Night 223.  Sin embargo, Moicano se retiró de la pelea por una lesión.

#### 2024
Moicano enfrentó a Drew Dober el 3 de febrero de 2024, en UFC Fight Night 235. Ganó la pelea por decisión unánime.
Moicano enfrentó a Jalin Turner el 13 de abril de 2023, en UFC 300. Ganó la pelea por TKO en el segundo asalto.
Moicano enfrentó a Benoît Saint Denis el 28 de septiembre de 2024, en UFC Fight Night 243. Ganó la pelea por TKO en el segundo asalto.

## Campeonatos y logros
- Jungle Fight
  - Campeón Interino de Peso Pluma de Jungle Fight (Una vez)
- Ultimate Fighting Championship
  - Pelea de la Noche (Una vez) vs. Brian Ortega[7]
  - Actuación de la Noche (una vez) vs. Cub Swanson[9]
  - Empatado (con Charles Oliveira & Brendan Allen) por la tercera mayor cantidad de rear-naked chokes en la historia de UFC (6)[37][38]

- ESPN
  - Mejor en el Micro - Momento del Año 2022 en UFC 281[39]

## Récord en artes marciales mixtas
| Récord profesional | Récord profesional | Récord profesional |
| 27 peleas          | 20 victorias       | 7 derrotas         |
| ------------------ | ------------------ | ------------------ |
| Nocaut             | 2                  | 3                  |
| Sumisión           | 10                 | 2                  |
| Decisión           | 8                  | 2                  |
| Empate             | 1                  | 1                  |

| Resultado | Récord | Oponente             | Método                      | Evento                                     | Fecha                    | Ronda | Tiempo | Localización                 | Notas                                                      |
| --------- | ------ | -------------------- | --------------------------- | ------------------------------------------ | ------------------------ | ----- | ------ | ---------------------------- | ---------------------------------------------------------- |
| Derrota   | 20-7-1 | Beneil Dariush       | Decisión (unánime)          | UFC 317                                    | 28 de junio de 2025      | 3     | 5:00   | Las Vegas, Nevada            |                                                            |
| Derrota   | 20–6–1 | Islam Makhachev      | Sumisión (D’Arce choke)     | UFC 311                                    | 18 de enero de 2025      | 1     | 4:05   | Inglewood, California        | Pelea por Campeonato del peso ligero de la UFC.            |
| Victoria  | 20–5–1 | Benoît Saint Denis   | TKO (parada médica)         | UFC Fight Night: Moicano vs. Saint Denis   | 28 de septiembre de 2024 | 2     | 5:00   | París                        |                                                            |
| Victoria  | 19–5–1 | Jalin Turner         | TKO (golpes)                | UFC 300                                    | 13 de abril de 2024      | 2     | 4:11   | Las Vegas, Nevada            |                                                            |
| Victoria  | 18–5–1 | Drew Dober           | Decisión (unánime)          | UFC Fight Night: Dolidze vs. Imavov        | 3 de febrero de 2024     | 3     | 5:00   | Las Vegas, Nevada            |                                                            |
| Victoria  | 17–5–1 | Brad Riddell         | Sumisión (rear-naked choke) | UFC 281                                    | 13 de noviembre de 2022  | 1     | 3:20   | Nueva York, Nueva York       |                                                            |
| Derrota   | 16–5–1 | Rafael dos Anjos     | Decisión (unánime)          | UFC 272                                    | 5 de marzo de 2022       | 5     | 5:00   | Las Vegas, Nevada            | Pelea en peso patado (160 lbs).                            |
| Victoria  | 16–4–1 | Alexander Hernández  | Sumisión (rear-naked choke) | UFC 271                                    | 12 de febrero de 2022    | 2     | 1:23   | Houston, Texas               |                                                            |
| Victoria  | 15–4–1 | Jai Herbert          | Sumisión (rear-naked choke) | UFC Fight Night: Gane vs. Volkov           | 26 de junio de 2021      | 2     | 4:36   | Las Vegas, Nevada            |                                                            |
| Derrota   | 14–4–1 | Rafael Fiziev        | KO (golpes)                 | UFC 256                                    | 12 de diciembre de 2020  | 1     | 4:05   | Las Vegas, Nevada            |                                                            |
| Victoria  | 14–3–1 | Damir Hadžović       | Sumisión (rear-naked choke) | UFC Fight Night: Lee vs. Oliveira          | 14 de marzo de 2020      | 1     | 0:44   | Brasília                     | Debut en peso ligero.                                      |
| Derrota   | 13–3–1 | Chan Sung Jung       | TKO (golpes)                | UFC Fight Night: Moicano vs. Korean Zombie | 22 de junio de 2019      | 1     | 0:58   | Greenville, Carolina del Sur |                                                            |
| Derrota   | 13–2–1 | José Aldo            | TKO (golpes)                | UFC Fight Night: Assunção vs. Moraes 2     | 2 de febrero de 2019     | 2     | 0:44   | Fortaleza                    |                                                            |
| Victoria  | 13–1–1 | Cub Swanson          | Sumisión (rear-naked choke) | UFC 227                                    | 4 de agosto de 2018      | 1     | 4:15   | Los Ángeles, California      | Actuación de la Noche.                                     |
| Victoria  | 12–1–1 | Calvin Kattar        | Decisión (unánime)          | UFC 223                                    | 7 de abril de 2018       | 3     | 5:00   | Brooklyn, New York           |                                                            |
| Derrota   | 11–1–1 | Brian Ortega         | Sumisión (guillotine choke) | UFC 214                                    | 29 de julio de 2017      | 3     | 3:29   | Anaheim, California          | Pelea de la Noche.                                         |
| Victoria  | 11–0–1 | Jeremy Stephens      | Decisión (dividida)         | UFC on Fox: Johnson vs. Reis               | 15 de abril de 2017      | 3     | 5:00   | Kansas City, Misuri          |                                                            |
| Victoria  | 10–0–1 | Zubaira Tukhugov     | Decisión (dividida)         | UFC 198                                    | 14 de mayo de 2016       | 3     | 5:00   | Curitiba                     |                                                            |
| Victoria  | 9–0–1  | Tom Niinimäki        | Sumisión (rear-naked choke) | UFC Fight Night: Machida vs. Dollaway      | 20 de diciembre de 2014  | 2     | 3:30   | Barueri                      |                                                            |
| Victoria  | 8–0–1  | Ismael Bonfim        | Sumisión (rear-naked choke) | Jungle Fight 71                            | 19 de julio de 2014      | 1     | 2:59   | São Paulo                    | Ganó el Campeonato Interino de Peso Pluma de Jungle Fight. |
| Victoria  | 7–0–1  | Nilson Pereira       | Decisión (unánime)          | Jungle Fight 55                            | 20 de julio de 2013      | 3     | 5:00   | Río de Janeiro               |                                                            |
| Victoria  | 6–0–1  | Mauro Chaulet        | Sumisión (rear-naked choke) | Jungle Fight 50                            | 6 de mayo de 2013        | 2     | 2:53   | Novo Hamburgo                |                                                            |
| Empate    | 5–0–1  | Felipe Froes         | Empate (mayoritario)        | Shooto Brazil 36                           | 23 de noviembre de 2012  | 3     | 5:00   | Brasília                     |                                                            |
| Victoria  | 5–0    | Iliarde Santos       | Decisión (unánime)          | Jungle Fight 29                            | 25 de junio de 2011      | 3     | 5:00   | Serra                        |                                                            |
| Victoria  | 4–0    | João Luiz Nogueira   | Decisión (unánime)          | Jungle Fight 25                            | 19 de febrero de 2011    | 3     | 5:00   | Vila Velha                   |                                                            |
| Victoria  | 3–0    | Eduardo Felipe       | Sumisión (rear-naked choke) | Jungle Fight 24                            | 18 de diciembre de 2010  | 2     | 2:49   | Río de Janeiro               |                                                            |
| Victoria  | 2–0    | João Paulo Rodrigues | Decisión (unánime)          | Jungle Fight 21                            | 31 de julio de 2010      | 3     | 5:00   | Natal                        |                                                            |
| Victoria  | 1–0    | Alexandre Almeida    | Sumisión (rear-naked choke) | Jungle Fight 18                            | 20 de mayo de 2010       | 3     | 1:56   | São Paulo                    |                                                            |